# Indische grootoogbaars
De Indische grootoogbaars (Pempheris oualensis) is een straalvinnige vissensoort uit de familie van bijlvissen (Pempheridae). De wetenschappelijke naam van de soort werd voor het eerst geldig gepubliceerd in 1831 door Cuvier.